# La Roue (film)
La Roue is een Franse dramafilm uit 1923 onder regie van Abel Gance.

## Verhaal
Het weesmeisje Norma werd in haar jeugd door de machinist Sisif gered van een treinongeluk. Intussen is Norma volwassen en Sisifs zoon Elie is verliefd op Norma. Dat heeft tragische consequenties voor zowel Norma, Elie als Sisif.

## Rolverdeling
| Acteur             | Personage |
| ------------------ | --------- |
| Séverin-Mars       | Sisif     |
| Ivy Close          | Norma     |
| Gabriel de Gravone | Elie      |
| Pierre Magnier     | De Hersan |